# 高橋信次 (宗教家)
高橋 信次（たかはし しんじ、1927年〈昭和2年〉9月21日 - 1976年〈昭和51年〉6月25日）は、日本の新宗教のGLAの開祖。
ハードウェアエンジニアとして会社を設立し経営者を務めた。

## 略歴
1927年、長野県南佐久郡平賀村（現在の佐久市）の農家に男3人・女7人の10人兄弟の次男として生まれた。
1938年、10歳の終わり頃から原因不明の病気にかかり、幾度か死線を越えるという体験をした。何回か呼吸が止まる状態が続いていったとき、やがて「もう一人の私」となっている自分に気がついたという。自分の肉体を抜け出している間は、肉体の自分を見たり、この世では想像もできない美しい世界で遊んだりするときがあったと書き記している。そして、この病気をきっかけとして、「もう一人の私」というのは誰であろうかという疑問を抱くようになっていったという。
1940年、小学校から中学校に進む。1941年、中学を中退し、陸軍幼年学校に進学。1944年、陸軍士官学校に進学し、そして終戦  。1946年に復員。復員のときにもらった2千300円を持ち、敗戦のショックの中、廃墟となった東京に上京する。もう一度勉学を志し、苦学にて大学入学資格検定試験を通過し、進学した日本大学旧工学部（現 日本大学理工学部）では、自らの疑問追及に必要だった自然科学や理科系の学びをする。
1952年、25歳のとき小さな工場を借りて、自動制御装置を開発する為の仕事をするようになる。経営というものは初めてであった。五、六人の従業員と共に独立自営の第一歩となる。大学は仕事が暇なときに行くが、神仏のことを追及していたので、学友の間では浮いていたという。
1954年、27歳で結婚し新しい生活に踏み出した。事業に失敗して無一文になる。この頃から不思議な現象が始まるようになったという。予言がほとんど的中し、相談に来る人が多くなった。1962年、35歳のとき個人経営で高橋電工を設立
。
経済力がなくては人を救うこともできないと考えるようになり、利益追求型の経営をするようになった。1964年、高電工業株式会社を設立。電子機器の設計製造に着手し、 事業は順調に伸びてゆき、神奈川と長野に生産工場を設置した。しかし、会社内をはじめ、家庭内も混乱するようになっていった。
1968年、40歳くらいのとき浅草でサウナ風呂や超音波温泉をするためのビル建設が始まる。併行して電機会社の経営と、研究所（人道科学研究所）での研究をしていた。1968年、7月より1ヶ月くらいの間で、人生が180度変わってしまうような出来事が起こり、刹那的な生き方から、執着を捨てた最善を尽くす生き方に転換したとされている。1969年、精神復活運動のために、浅草に建設中のビルの3Fフロアを開放して提供する。ビルにて第一回の集会が開かれ、名前を「神理の会」とする。集われた人の中より、「ぜひもっと多くの人にこの教えを聞いていただきたい」という発心が生まれ、1969年4月、有志により「大宇宙神光会」が創設される（GLA創立）。
1971年『縁生の舟』（現証篇）（科学篇）を出版する。宗教的な集団造りは望んでいないことを明示した。同年、栃木県の出流山にて研修会が開かれる。『縁生の舟』を読んで正師帰依を模索していた大阪のZ会教団が、神の光の教えを受けることとなる。
1976年、自らの48歳での帰天と青年の中から後継者が出現することを予言し、後継者を探し始める。同年、和歌山県白浜研修会を開催し、当時大学生であった長女の高橋佳子を法の継承者として指名する。同年6月25日、死去。48歳没。

## 主な著作

### 単著
- 『心の原点 失われた仏智の再発見』三宝出版、1973年9月1日、ISBN 4879280062（1980年10月30日、新装改訂版）
- 『心眼を開く あなたの明日への指針』三宝出版、1974年7月8日、ISBN 4879280097（1980年11月10日、新装改訂版）
- 『心の指針 苦楽の原点は心にある』三宝出版、1974年1月5日、ISBN 4879280070（1980年11月10日、新装改訂版）
- 『心の対話 人のことば天のことば』三宝出版、1976年6月21日、ISBN 4879280135（1981年2月15日、新装改訂版）
- 『人間・釈迦』
  - 1.偉大なる悟り 三宝出版、1973年4月1日、ISBN 4879280046（1980年10月31日、新装改訂版）
  - 2.集い来る縁生の弟子たち 三宝出版、1974年5月5日、ISBN 4879280089（1980年11月20日、新装改訂版）
  - 3.ブッタ・サンガーの生活 三宝出版、1976年11月24日、ISBN 4879280127（1980年12月15日、新装改訂版）
  - 4.カピラの人々の目覚め 三宝出版、1976年11月24日、ISBN 4879280143（1980年12月15日、新装改訂版）
- 『悪霊』
  - I あなたの心も狙われている 三宝出版、1975年3月10日、ISBN 4879280100（1980年10月25日、新装改訂版）
  - II 心が作る恐怖の世界 三宝出版、1975年7月15日、ISBN 4879280119（1980年10月25日、新装改訂版）
- 『愛は憎しみを越えて』（『餓鬼道』改題） 三宝出版、1974年、ISBN 4879280151（1979年12月21日改訂第一版、1981年2月15日新装版）
- 『原説般若心経 内在された叡智の究明』三宝出版、1971年12月15日、ISBN 4879280038（1981年1月15日、新装改訂版）
- 『心の発見』（『縁生の舟』改題）
  - （現証篇） 三宝出版、1973年4月20日、ISBN 4879280054（1981年1月31日、新装改訂版）
  - （科学篇） 三宝出版、1971年5月10日、ISBN 487928002X（1981年1月31日、新装改訂版）
  - （神理篇） 三宝出版、1971年1月15日、ISBN 4879280011（1982年1月10日、新装改訂版）

### 共著
- 高橋信次（著）、蓬田やすひろ（イラスト）『釈迦物語 天と地のかけ橋』三宝出版、1980年9月、ISBN 487928016X

### 作詞
- 混声二部合唱曲『心の讃歌』